# Осмолиці-Кольонія
Осмолиці-Кольонія (пол. Osmolice-Kolonia) — село в Польщі, у гміні Неджвиця-Дужа Люблінського повіту Люблінського воєводства.
Населення — 119 осіб (2011).

## Демографія
Демографічна структура станом на 31 березня 2011 року:
|          | Загалом | Допрацездатний вік | Працездатний вік | Постпрацездатний вік |
| -------- | ------- | ------------------ | ---------------- | -------------------- |
| Чоловіки | 53      | 18                 | 31               | 4                    |
| Жінки    | 66      | 15                 | 36               | 15                   |
| Разом    | 119     | 33                 | 67               | 19                   |